# 柬埔寨过渡时期联合国权力机构
柬埔寨过渡时期联合国权力机构（英语：United Nations Transitional Authority in Cambodia, UNTAC），简称联柬权力机构，是联合国在1992年至1993年间于柬埔寨实施维和行动时成立的机构。该机构的建立，意味着联合国首次接手管理一个独立国家、在主权国家举行选举而非只限监督或观察，其建立了电台和监狱，并在国家层面促进与保障人权。

## 历史
1992年2月，根据联合国安理会第745号决议以及与柬埔寨国（即事实上的柬埔寨政府）所订立的协议，联柬机构成立，其目的是落实1991年10月在巴黎签订的全面政治解决柬埔寨冲突协定。联柬机构成立也是柬埔寨多年来外交局面紧张的结果。
联柬机构军事部分的领导由明石康和澳军中将约翰·桑德森担任。联柬机构拥有约15900名士兵、3600名警察、2000名文职人员、450名联合国志愿者，另外也在当地征聘工作人员。在大选期间，参与选举工作的柬埔寨人超过5万，而且政府又调拨了大约900名国际投票站工作人员。机构运营成本超过16亿美元，其支出主要集中在外籍人士的薪水。派遣军事观察员、警察或部队士兵的国家共有45个，分别为：阿尔及利亚、阿根廷、澳大利亚、奥地利、孟加拉国、比利时、文莱、保加利亚 、喀麦隆、加拿大、中华人民共和国、哥伦比亚、埃及、斐济、法国、德国、加纳、匈牙利、印度、印尼、爱尔兰、意大利、日本、约旦、肯尼亚、马来西亚、摩洛哥、纳米比亚、尼泊尔王国、荷兰、新西兰、尼日利亚、挪威、巴基斯坦、菲律宾、波兰、俄罗斯、塞内加尔、瑞典、泰国、突尼斯、英国、美国、乌拉圭。

### 目标
联柬机构的目标是在历经数十年内战的柬埔寨重建和平政府，举行自由和公正的选举及制定新宪法，使国家恢复正常秩序。机构在柬埔寨的外交、国防、财政、治安和信息等各个方面行使“监督”或“观察控制”权。机构还负责保障人权、促使外国军队撤离、解散与收编柬埔寨国内各武装、没收武器和军用物资、保持军事安全、维持法律秩序、遣返和安置难民、协助扫雷、修复重要基础设施、协助经济重建等。

### 缴械
尽管联柬机构宣称其管治的有效性和被国际社会作为一个成功例子而赞扬，联柬机构还是在红色高棉的缴械问题失败了。同时，却有效地使韩桑林政权的民兵放下了武器。这种不公使红色高棉领土不减反增，并引起了政治暴力。韩桑林政权的军事领导人非常愤怒，称联柬机构极其苛刻地裁减柬埔寨军队，但是面对红色高棉却无计可施。

### 1993年选举
即使红色高棉的势力从来没有真正解除武装或复员，并禁止一些人参加选举，但还是有超过400万柬埔寨人（约90％的合格选民）参加1993年5月的选举。此次选举中，拉那烈的奉辛比克党获得45.5％票数，随后是洪森的柬埔寨人民党和佛教自由民主党。奉辛比克党随即与曾参加选举的其他各方组成联盟。代表各方120名成员的国会着手起草和批准新宪法，从而建立多党制的自由民主的君主立宪制的框架。新宪法于1993年9月24日颁布。宪法规定了国际公认的广泛人权。西哈努克亲王登基成为新国王。拉那烈和洪森分别成为柬埔寨王国政府的第一和第二总理。

## 联柬机构的影响
西哈努克对联柬机构的表现持保留态度，大量外国士兵的存在导致某些柬埔寨妇女收到了伤害，他们推动了当地的卖淫产业，并且客观上传播了艾滋病，这导致柬埔寨成为亚洲受艾滋病影响最严重的国家之一。柬埔寨国家的妓女人数在1991年时约6000名，而在1992年联柬机构到来后则上升至超过20000名。到了1995年，根据世界卫生组织估计，柬埔寨有50000-90000人受艾滋病影响。

### 审判红色高棉领导人
2004年10月4日，柬埔寨国民议会批准了一项协议，与联合国建立柬埔寨法院特別法庭来审判应为红色高棉犯下的暴行负责的红色高棉高级领导人。捐助国承诺三年承担法庭预算中的4300万美元，而柬埔寨政府的承担1330万美元。
首次审判于2007年进行，但是多数红色高棉成员已经去世或者患上疾病。

### 外交承认

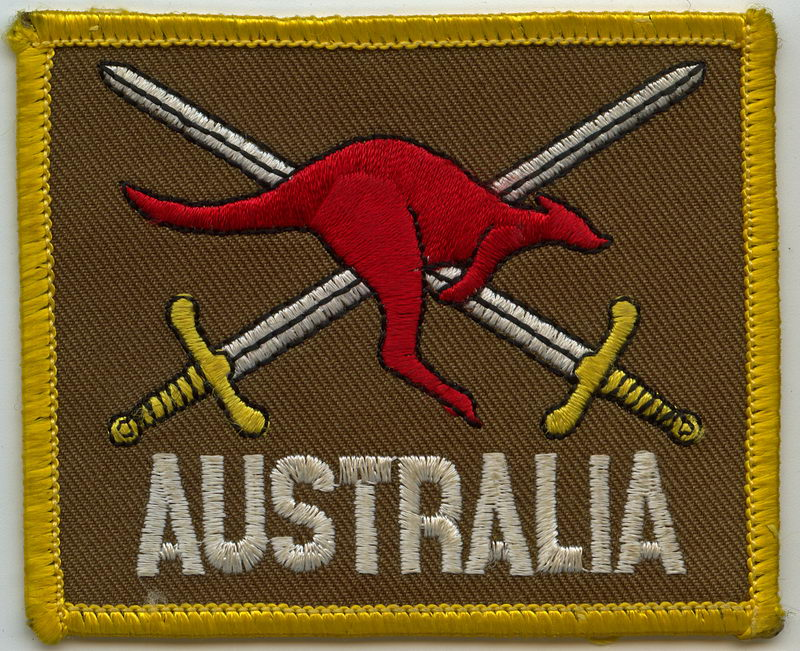
澳大利亚维和士兵的臂章

截止到1993年为止，承认联柬机构的主权国家有：
- 阿尔及利亚
- 阿根廷
- 奥地利
- 比利时
- 保加利亚
- 喀麦隆
- 加拿大
- 智利
- 中华人民共和国
- 哥伦比亚
- 埃及
- 斐济
- 法國
- 德国
- 匈牙利
- 印度
- 印度尼西亞
- 愛爾蘭
- 義大利
- 日本
- 约旦
- 马来西亚
- 摩洛哥
- 纳米比亚
- 尼泊尔
- 荷蘭
- 新西兰
- 奈及利亞
- 挪威
- 巴基斯坦
- 菲律賓
- 波蘭
- 俄羅斯
- 塞内加尔
- 瑞典
- 泰國
- 突尼西亞
- 英国
- 美国
- 乌拉圭

## 统计
- 时间：1992年3月 - 1993年9月
- 人员：约22,000名军事人员和文职人员
- 死亡人数：78（4名军事观察员，41名其他军事人员，14名民警，5名国际文职人员和14名当地工作人员）。
- 支出：16.2亿美元（先遣团和联柬机构总额）[10]